# 梅尼尔蒙唐
梅尼尔蒙唐（法語發音：[menilmɔ̃tɑ̃]），或译梅尼蒙当，為法国巴黎二十区的一个街区，面积5.98km²。1860年之前，其在巴黎奥斯曼时期，梅尼尔蒙唐如郊区村，属于美丽城。

## 文化

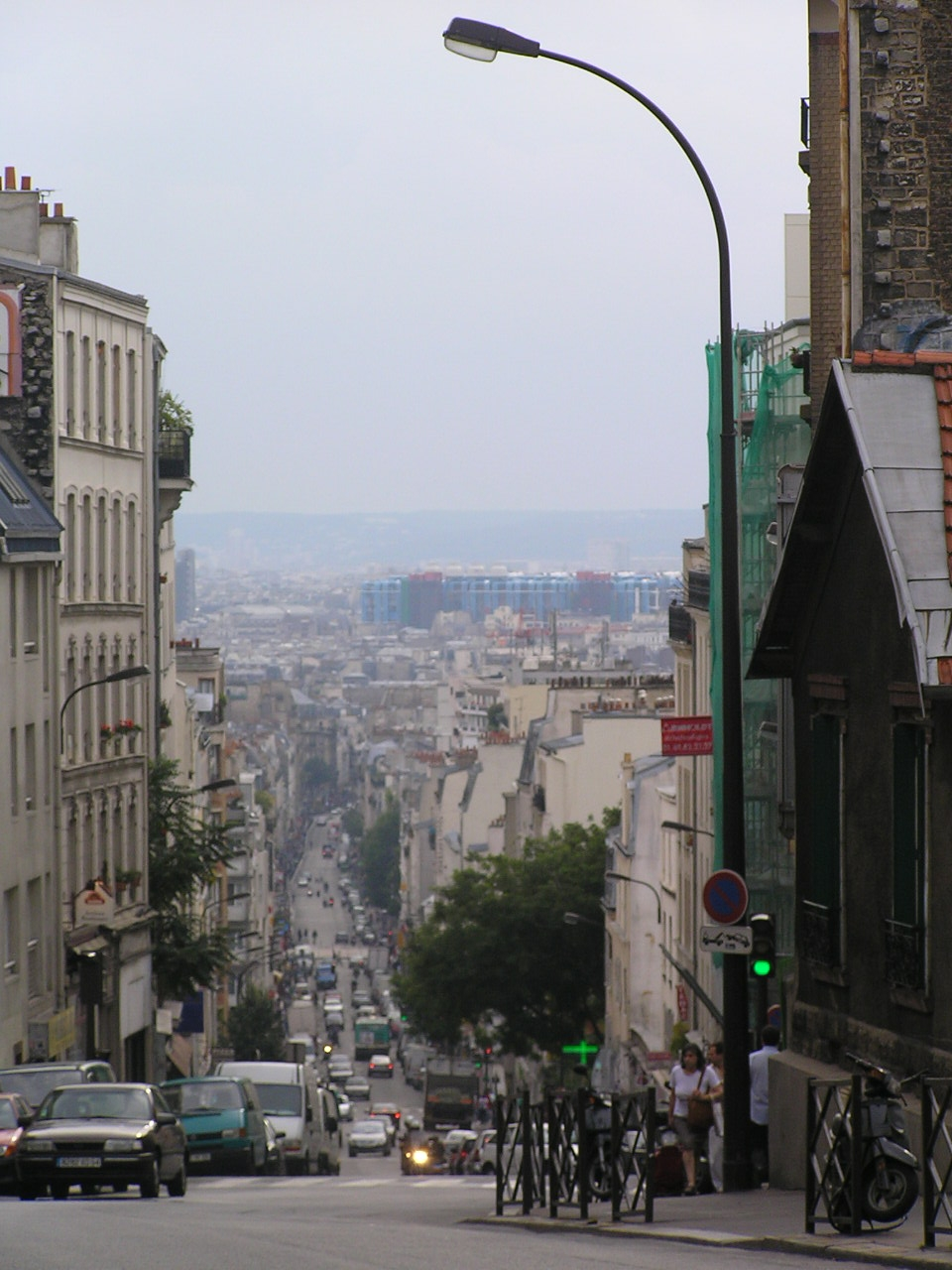
梅尼尔蒙唐街眺望

享誉“世界主义”的梅尼尔蒙唐（Ménilmontant）和美丽城（Belleville）地区，巴黎日常商业中心不同文化；公园雕塑；附近有相当规模的唐人街和阿拉伯的甜点店。大街小巷挨门挨户的酒吧。

## 艺术
最重要的是附近法国政府保护了百余家古老的画室，近年许多画室经新的艺术投资商在保留“文化遗产”的前提下改造成现代化工作室，集中了法国巴黎市中心的世界各地艺术家，在政府的组织下定期百家左右“画室对外开放”，例如：美丽城的（PORTES OUVERTES DES ATELIERS DE BELLEVILLE à Paris en France）或梅尼尔蒙唐德（PORTES OUVERTES DES ATELIERS DE MENILMONTANT à Paris en France）。这种艺术展览活动加强了艺术收藏家于艺术家的联系，也满足了观众、学生、画廊等各界人士的不同目的参观访问，观众休闲欣赏艺术品、学生学习技术与创新、画廊老板选择称心的艺术家邀请展览开展文化交流或着艺术品交易活动。此外还有: 蒙馬特（Montmartre）山丘和蒙特勒伊（Montreuil）巴黎郊区也有许多有名的画室，以及定期开展类似的文化艺术活动。